# Skåre (Karlstad)
Skåre è un'area urbana della Svezia situata nel comune di Karlstad, contea di Västra Götaland.
La popolazione rilevata nel censimento 2010 era di 5 402 abitanti .